# Mimopydna divisa
Mimopydna divisa är en fjärilsart som beskrevs av Moore 1879. Mimopydna divisa ingår i släktet Mimopydna och familjen tandspinnare. Inga underarter finns listade i Catalogue of Life.